# Repräsentantenhaus von Missouri
Das Repräsentantenhaus von Missouri (Missouri House of Representatives) ist das Unterhaus der Missouri General Assembly, der Legislative des US-Bundesstaates Missouri.
Die Parlamentskammer setzt sich aus 163 Abgeordneten zusammen, die jeweils einen Wahldistrikt repräsentieren. Jede dieser festgelegten Einheiten umfasst eine Zahl von durchschnittlich 31.000 Einwohnern. Der Sitzungssaal des Repräsentantenhauses befindet sich gemeinsam mit dem Staatssenat im Missouri State Capitol in der Hauptstadt Jefferson City.

## Zusammensetzung der Kammer
| Partei | Partei                 | Abgeordnete |
| ------ | ---------------------- | ----------- |
|        | Republikanische Partei | 114         |
|        | Demokratische Partei   | 49          |
| Summe  | Summe                  | 163         |

### Wichtige Kammermitglieder
| Position                        | Name            | Partei       | Bezirk |
| ------------------------------- | --------------- | ------------ | ------ |
| Speaker of the House            | Steven Tilley   | Republikaner | 106    |
| Speaker Pro Tempore             | Shane Schoeller | Republikaner | 139    |
| Majority Floor Leader           | Tim Jones       | Republikaner | 89     |
| Assistant Majority Floor Leader | Jeanie Riddle   | Republikaner | 20     |
| Whip der Mehrheitsfraktion      | Jason T. Smith  | Republikaner | 150    |
| Minority Floor Leader           | Mike Talboy     | Demokrat     | 37     |
| Assistant Minority Floor Leader | Tishaura Jones  | Demokrat     | 63     |
| Whip der Opposition             | Mike Colona     | Demokrat     | 67     |

## Standing Committees
Es gibt jährlich wiederkehrende Ausschüsse, die Gesetzgebungshearings abhalten und von den Abgeordneten archiviert werden. Einmal erfasst, wird dann die Gesetzgebung durch den Missouri Speaker of the House an einen der Following Committees übertragen. Diese wird gewöhnlich dem Ausschuss zugewiesen, dessen Hauptziel dann die Aufstellen der Gesetzesinhalte ist. Allerdings gibt es oftmals mehrere passende Ausschüsse an die der Gesetzesvorlage übertragen werden könnten und es liegt letztendlich an der Entscheidung des Speakers einen dafür auszuwählen. Die Politik kann dabei auch eine Rolle mitspielen, da der Speaker, er oder sie, es schlicht unterlassen kann einen Gesetzesvorlage an einen Ausschuss mit einem unfreundlichen Vorsitzenden oder Abgeordneten zu vergeben. Ferner kann aber auch einen sympathischen Ausschuss bevorzugen, wenn er oder sie es wünscht, das der Gesetzesentwurf verabschieden werden soll.
Durch den parteigängigen Aufbau jedes Ausschusses wird beabsichtigt so genau wie möglich den parteigängigen Aufbau der ganzen Kammer zu reflektieren. Jeder Parteiausschuss wählt aus seinen Mitgliedern die aus, die in den Standing Committees tätig sein sollen, wobei der Vorsitzende jedes Ausschusses durch den Speaker of the House ausgewählt wird.
 Liste der Standing Committees 
| - Administration and Accounts - Agriculture Policy - Conservation and Natural Resources - Corrections and Public Institutions - Crime Prevention and Public Safety - Elections | - Elementary and Secondary Education - Ethics - Fiscal Review - Health Care Policy - Higher Education - Insurance Policy | - Judiciary - Local Government - Rules - Transportation - Ways and Means |

## Special Committees
Special Committees sind neu im Repräsentantenhaus von Missouri. 2007 löste der damalige Speaker Rod Jetton einige der Standing Committees auf, die zuvor in der Kammer die Norm waren, stattdessen errichtete er die nachfolgenden Special Committees. Dieser Ausschüsses sind eher spezialisiert auf bestimmte Themen. So verabschieden die meisten dieser Ausschüsse im Durchschnitt weniger Gesetzesentwürfe als die Standing Committees.
Ein weiterer Unterschied zwischen den Special und den Standing Committees ist, dass die Minderheitspartei (Minority Party) auswählt, welche Abgeordnete von ihrem Wahlausschuss in dem Standing Committees sitzen werden. Die Angehörigen der Special Committees werden hingegen ausschließlich vom Speaker of the House ausgewählt. Die parteigängige Aufspaltung der Standing und Special Committees ist allerdings durch die vorhandene Kammersatzung gegeben, was eine genaue parteigängige Aufspaltung des ganzen Repräsentantenhauses von Missouri reflektieren soll.
 Liste der Special Committees 
| - Special Committee on Agri-Business - Special Committee on Energy and Environment - Special Committee on Family Services - Special Committee on Financial Institutions - Special Committee on General Laws - Special Committee on Government Affairs - Special Committee on Health Insurance - Special Committee on Healthcare Facilities - Special Committee on Homeland Security - Special Committee on Immigration - Special Committee on Job Creation and Economic Development - Special Committee on Professional Registration and Licensing - Special Committee on Retirement | - Special Committee on Rural Community Development - Special Committee on Senior Citizen Advocacy - Special Committee on Small Business - Special Committee on State Parks and Waterways - Special Committee on Student Achievement - Special Committee on Tax Reform - Special Committee on Ticket to Work - Special Committee on Tourism - Special Committee on Urban Education Reform - Special Committee on Urban Issues - Special Committee on Utilities - Special Committee on Veterans - Special Committee on Workforce Development and Workplace Safety |

## Budget Committee and Subcommittees
Traditionsgemäß sind in der Missouri General Assembly alle Bewilligungsvorlagen eher von dem Repräsentantenhaus als vom Senat angestoßen. So erfasst der Vorsitzende des House Budget Committee die Verabschiedung des Ausgabenplans für den Bundesstaat Missouri. Dieser Plan, der 2007 die 20 Milliarden Dollar Marke überstieg, darf sich in hohem Maße von der Budgetempfehlungen des Gouverneurs unterscheiden. Er wurde im späten Januar von dem Staat für den Staat ausgegeben.
Die Budgetgesetzgebung ist an das House Budget Committee vergeben, dass dann jeden Gesetzesentwurf an seine jeweiligen Ausschüsse vergibt. Nachdem die Unterausschüsse ihre Empfehlungen machen, durchläuft der ganze Haushaltsausschuss (Budget Committee) das gesamte Bewilligungspaket, macht seine gewünschten Änderungen und schickt den Gesetzesentwurf an die ganze Kammer zu Begutachtung.
Liste der Budget Committees
- House Budget Committee
- Appropriations Subcommittee – Agriculture and Natural Resources
- Appropriations Subcommittee – Education
- Appropriations Subcommittee – General Administration
- Appropriations Subcommittee – Health, Mental Health and Social Services
- Appropriations Subcommittee – Public Safety and Corrections
- Appropriations Subcommittee – Transportation and Economic Development

## Joint Committees
Die Joint Committees kontrollieren die Abgeordneten beider Kammern, des Repräsentantenhauses und des Senats. Diese Ausschüsse können dauerhaft sein und laufende Ausgaben beobachten, oder temporär sein und beabsichtigen Gesetze vorzuschlagen, um ein einmaliges Belangen anzugehen. Der Vorsitz diese Committees wechselt gewöhnlich jährlich zwischen einem Abgeordneten des Repräsentantenhauses und des Senats, um Ungerechtigkeit zu einer Kammer zu verhindern.
Liste der Joint Committees
- Joint Committee on Restructuring Fees of The Clean Water and Storm Water Programs
- Joint Committee on Administrative Rules
- Joint Committee on Capital Improvements and Leases Oversight
- Joint Committee on Corrections
- Joint Committee on Court Automation
- Joint Committee on Economic Development, Policy, and Planning
- Joint Committee on Education
- Joint Committee on Gaming and Wagering
- Joint Committee on Government Accountability
- Joint Committee on Legislative Research
- Joint Committee on Legislative Research, Oversight Subcommittee
- Joint Committee on Public Employee Retirement
- Joint Committee on Tax Policy
- Joint Committee on Terrorism, Bioterrorism, and Homeland Security
- Joint Committee on Transportation Oversight
- Joint Committee on Wetlands
- Missouri Job Training Joint Legislative Oversight Committee

## Beschränkung der Amtszeit
Missouris Wähler bewilligten 1992 eine Verfassungsänderung, welche die Amtszeit der Abgeordneten im Repräsentantenhaus begrenzt. Ein Abgeordneter kann von da an nicht mehr als vier zweijährige Amtszeiten im Repräsentantenhaus tätig sein.
Im Jahr 2002 hinderte diese Beschränkung erstmals einen Abgeordneten, erneut zur Wahl antreten zu können.

## Gehalt
Ab März 2008 erhielt jeder Abgeordneter im Repräsentantenhaus von Missouri ein jährliches Gehalt von 31.351,44 Dollar.